# Ото Фридрих I фон дер Шуленбург

Ото Фридрих I фон дер Шуленбург (на немски: Otto Friedrich I Graf fon der Schulenburg; * 1694; † 1757) е граф от род фон дер Шуленбург от клон „Бялата линия“.
Той е големият син на граф Хайнрих XII фон дер Шуленбург (1668 – 1702) и първата му съпруга Доротея фон Мюнххаузен (1660 – 1698). Внук е на Хайнрих XI фон дер Шуленбург (1621 – 1691) и Илза Флория фон дер Кнезебек (1629 – 1712). Правнук е на Хенинг III фон дер Шуленбург (1587 – 1637) и Катарина Шенк фон Флехтинген († сл. 1638). Баща му се жени втори път 1700 г. за Барбара Доротея фон Линдщет.
Брат е на Хайнрих Вернер Готлиб фон дер Шуленбург (1696 – 1764).

## Фамилия
Ото Фридрих I фон дер Шуленбург се жени за Йоханета Вилхелмина фон Кампен († пр. 1757). Те имат два сина:
- Август Кристоф Лудолф Готлиб фон дер Шуленбург (1736 – 1786), женен за Фридерика София фон Уехтритц; те имат един син:
  - Фридрих Карл Лудвиг II фон дер Шуленбург (1765 – 1832); има три сина
- Георг Фридрих фон дер Шуленбург (1745 – 1797)